# Полк, Эйжа
Э́йжа Полк (англ. Aysia Polk; 10 августа 1990, Калифорния, США) — бывшая американская актриса

-ребёнок, чья карьера длилась с 1997-го по 2005-й год.

## Биография
Эйжа Полк родился 10 августа 1990 года в штате Калифорния, США, где и выросла.
Полк играла роли второго плана — Анджелу Уокер в драматическом телесериале «Американские мечты» с 2002-го по 2005-й год и Тейлор в драмеди HBO «Клиент всегда мёртв» с 2002-го по 2003-й год. Она появилась в фильме «Байкеры» и была приглашённой звездой в телесериалах «Моэша», «Семейство Хьюли» и «Паркеры». Также она появилась в сериалах «Военно-юридическая служба» (номинация «Лучшее исполнение в телевизионном драматическом сериале — Приглашённая юная актриса» премии «Молодой актёр-2000»), «Скорая помощь» и «Прикосновение ангела».

## Избранная фильмография
| Год       |   | Русское название          | Оригинальное название | Роль                       |
| --------- | - | ------------------------- | --------------------- | -------------------------- |
| 1999      | с | Провиденс                 | Providence            | Тереза                     |
| 1999      | с | Военно-юридическая служба | JAG                   | Дар-Лин Льюис / Энни Льюис |
| 1999      | с | Теперь в любой день       | Any Day Now           | имя персонажа неизвестно   |
| 2000      | с | Паркеры                   | The Parkers           | Джерелла                   |
| 2002      | с | Прикосновение ангела      | Touched by an Angel   | Жасмин Локвуд              |
| 2002      | с | Скорая помощь             | ER                    | Тина Джонс                 |
| 2002—2003 | с | Клиент всегда мёртв       | Six Feet Under        | Тейлор Чарльз              |
| 2003      | ф | Байкеры                   | Biker Boyz            | Си-Си                      |
| 2002—2005 | с | Американские мечты        | American Dreams       | Анджела Уокер              |